# بيل توماس (لاعب كرة قدم)
بيل توماس (بالإنجليزية: Bill Thomas)‏ هو لاعب كرة قدم نيوزلندي، ولد في 1946 في نيوزيلندا. شارك مع منتخب نيوزيلندا لكرة القدم. أما مع النوادي، فقد لعب مع Wellington Marist ‏.